# Elxleben, Ilm
Elxleben är en kommun och ort i Ilm-Kreis i förbundslandet Thüringen i Tyskland.
Kommunen ingår i förvaltningsgemenskapen Riechheimer Berg tillsammans med kommunerna Alkersleben, Bösleben-Wüllersleben, Dornheim, Elleben, Osthausen-Wülfershausen och Witzleben.